# Могилів-Подільський приладобудівний завод
Могилів-Подільський приладобудівний завод — промислове підприємство у місті Могилів-Подільський Могилів-Подільського району Вінницької області України.

## Історія
Після початку Німецько-радянської війни з 23 червня 1941 року почалися повітряні бомбардування міста.
4 липня радянські війська відступили на лівий берег Дністра, 7 липня 1941 року розпочалися бої за Могилів-Подільський. 19 липня 1941 року він був окупований німецько-румунськими військами і Трансністрія включений до складу Румунії. Перед відступом гітлерівців усі промислові підприємства міста було зруйновано. 19 березня 1944 року місто було звільнено радянськими військами. Надалі почалося відновлення міського господарства. У наступні п'ятирічки в місті виросли приладобудівний і металообробний заводи, меблів та побутової хімії фабрики, завод стінових будівельних матеріалів. Розширилися потужності машинобудівного, консервного та інших підприємств.
Приладобудівний завод було збудовано та введено в експлуатацію після закінчення війни.
У роки восьмої п'ятирічки завод був реконструйований (для нього був побудований новий виробничий корпус), оснащений новим обладнанням і збільшив випуск продукції. У 1969 році промислові підприємства міста були підключені до єдиної енергосистеми СРСР.
Продукція підприємства отримала державний знак якості СРСР, вона використовувалася на всій території СРСР і експортувалася в іноземні держави.
Загалом, за радянських часів завод входив до числа провідних підприємств міста.
Після проголошення незалежності України, в умовах розриву господарських зв'язків та економічної кризи 1990-х років становище підприємства ускладнилося. Крім промислового обладнання (сушильні шафи, датчики-реле температури та інше) завод освоїв випуск електроприладів господарсько-побутового призначення (кухонні електричні плити, електродуховки та електронагрівачі-кип'ятильникі для води).
У травні 1995 року Кабінет міністрів України ухвалив рішення про приватизацію заводу, надалі державне підприємство було перетворено на відкрите акціонерне товариство.
Економічна криза, що почалася у 2009 році погіршила становище підприємства, 21 вересня 2011 року за заявою відділу податкової інспекції господарський суд Вінницької області порушив справу № 15 /82/2011/5003 про банкрутство підприємства. 26 травня 2012 року завод був визнаний банкрутом, у липні 2012 року — зупинив виробничу діяльність та розпочалася процедура його ліквідації.